# Kamienna Góra (kopec)
Kamienna Góra, česky Kamenná hora, je kopec a vyhlídka s nadmořskou výškou 52 m, který se nachází ve čtvrti Kamienna Góra města Gdyně v Pomořském vojvodství v severním Polsku. Kopec se tyčí nad Gdaňským zálivem Baltského moře.

## Geologie kopce
Kopec je pozůstatkem ledovcové morény z doby ledové.

## Další informace
Kamienna Góra je populárním cílem výletníků v Gdyni. Nachází se vedle parku Park Marii i Lecha Kaczyńskich. Vyhlídka nabízí výhled na Námořní přístav Gdyně, Gdaňský záliv, pobřeží a některé další části města. Vrchol kopce je vydlážděn a je na něm umístěn kovový kříž (Krzyż na Kamiennej Górze v Gdyni) a také památník vytvořený z bludných balvanů (Obrońcom Wybrzeża 1939 roku). Na vrchol kopce lze vyjít pěšky nebo automobilem na blízké parkoviště u vrcholu anebo lze využít malou lanovou dráhu - lanovka Kamienna Góra.

## Galerie

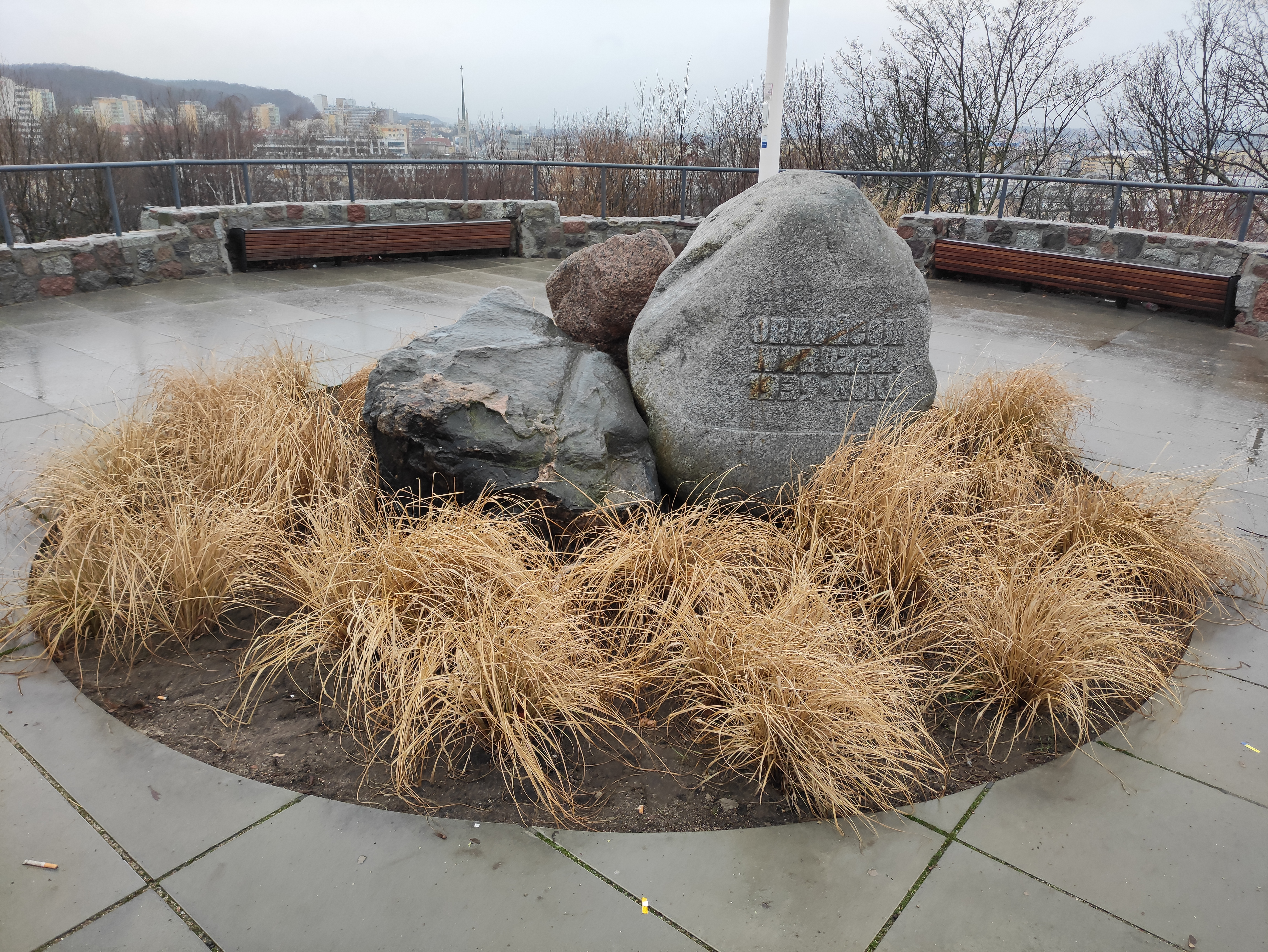
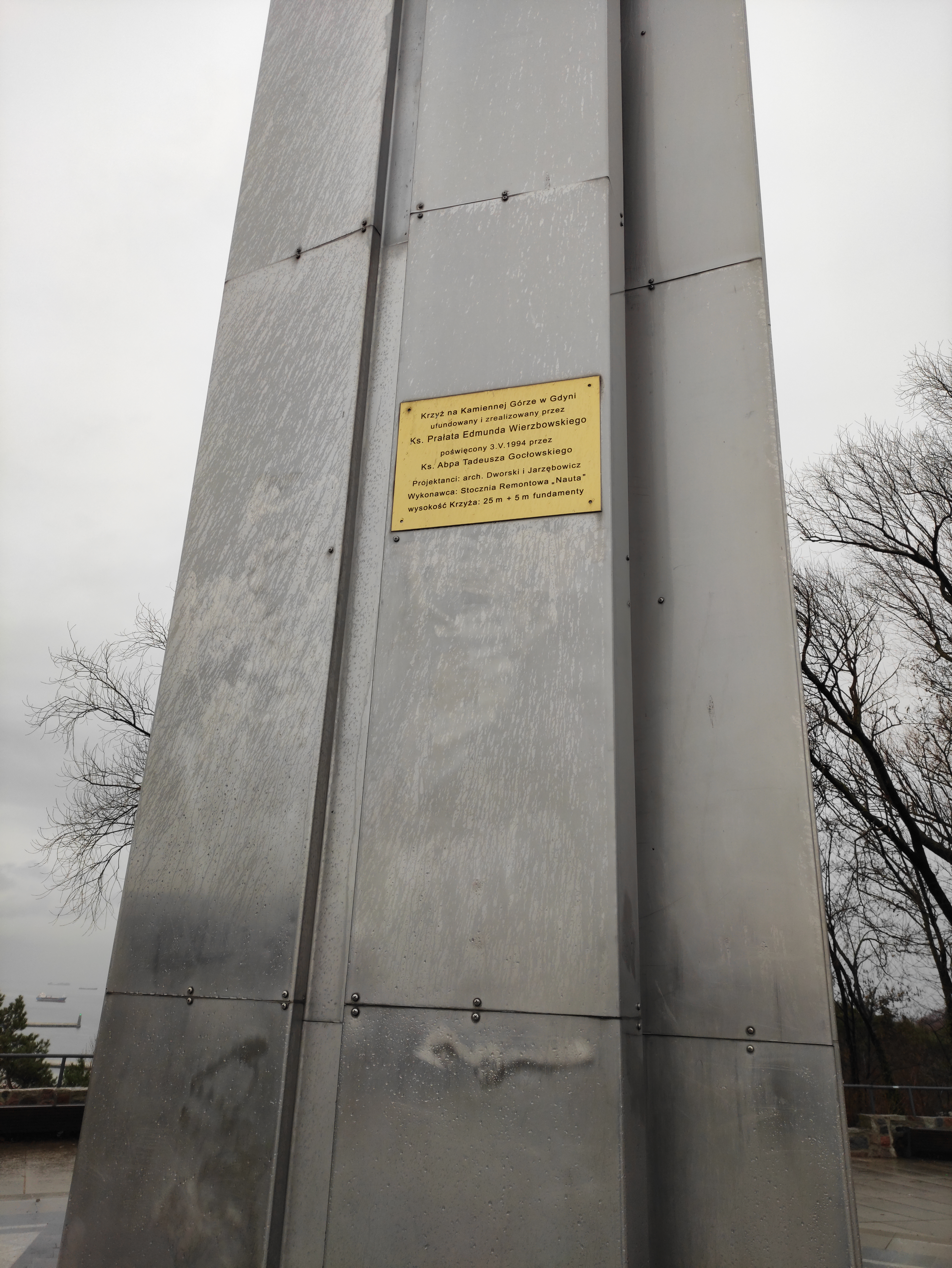
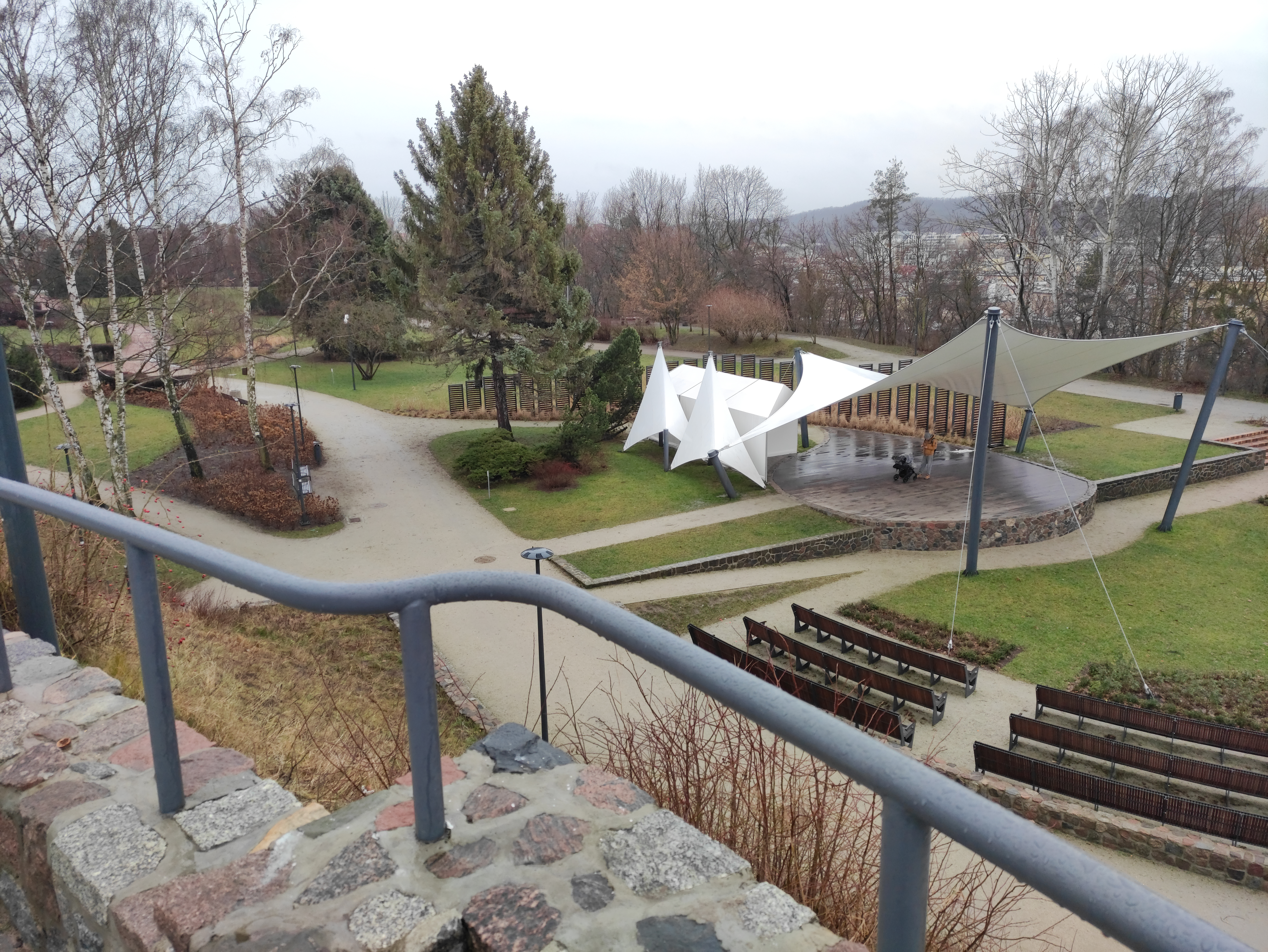
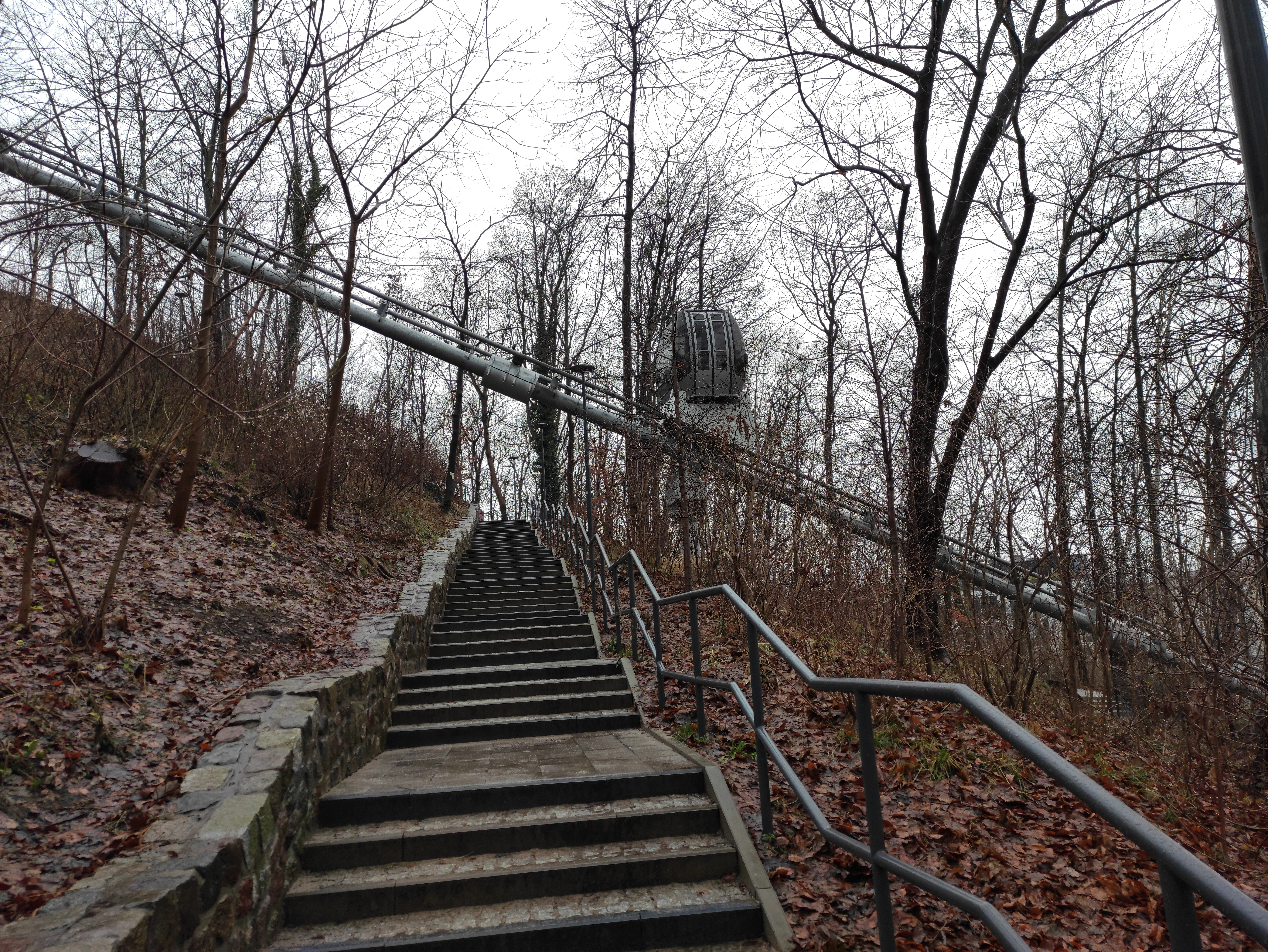
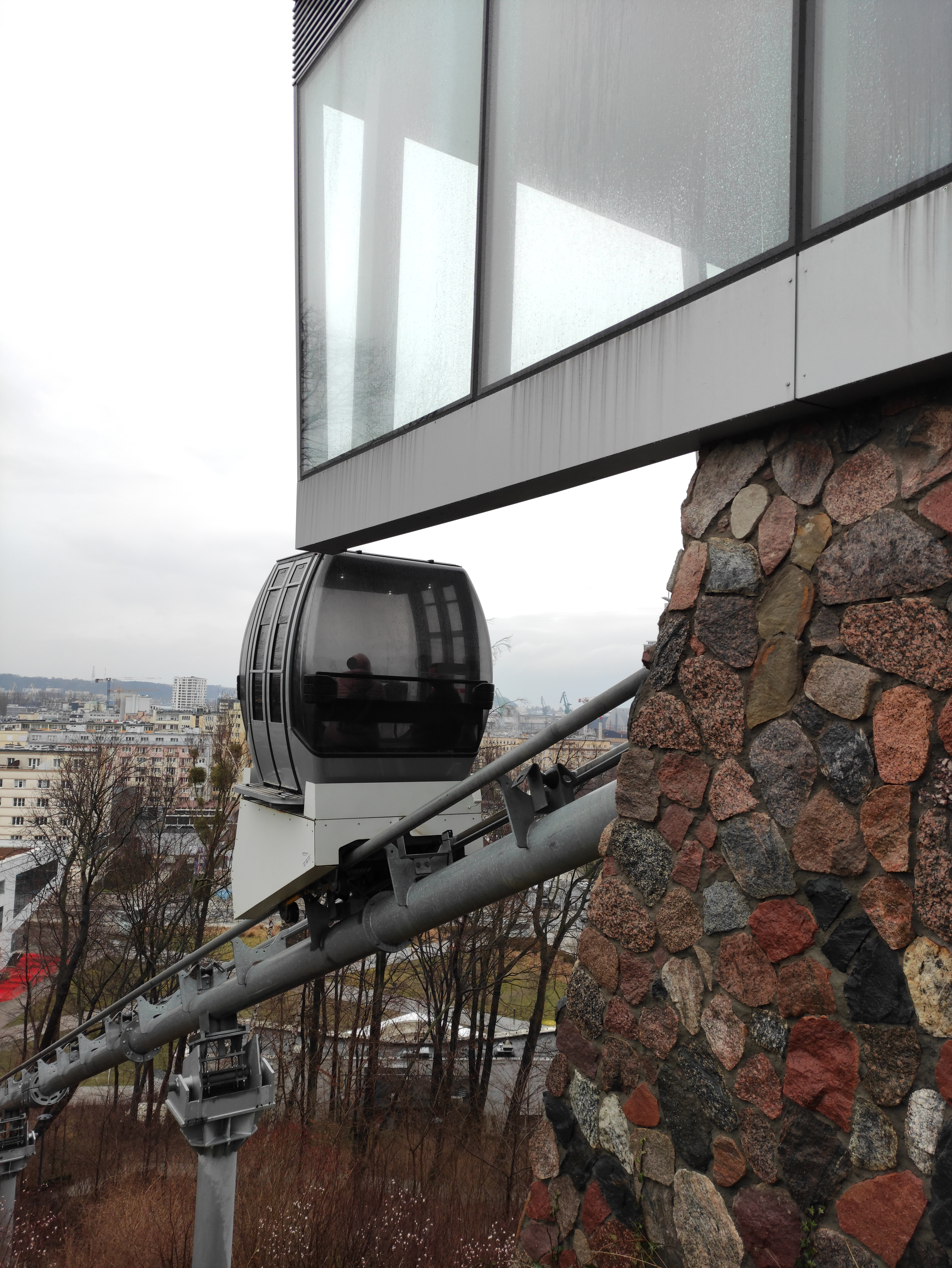
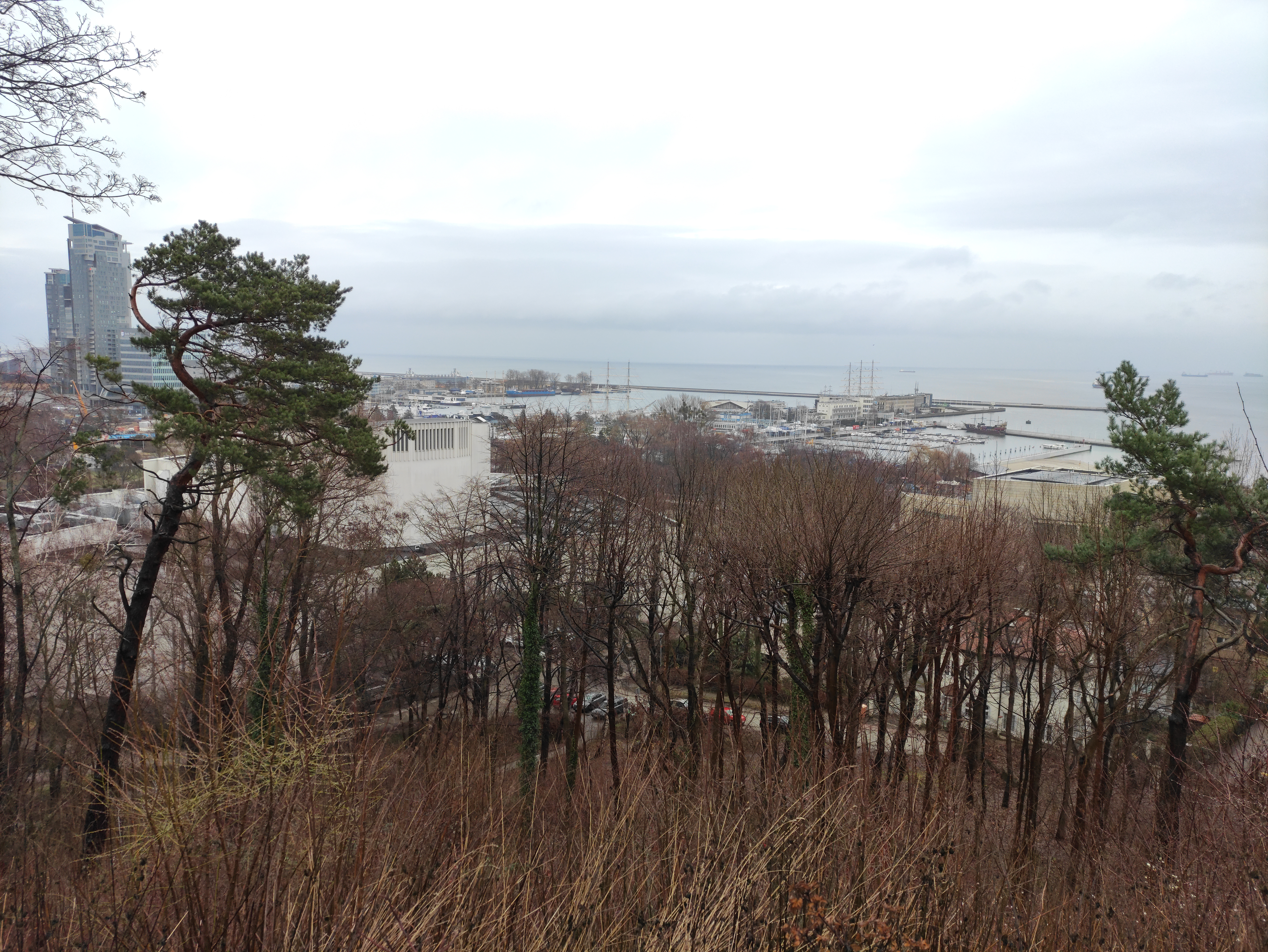
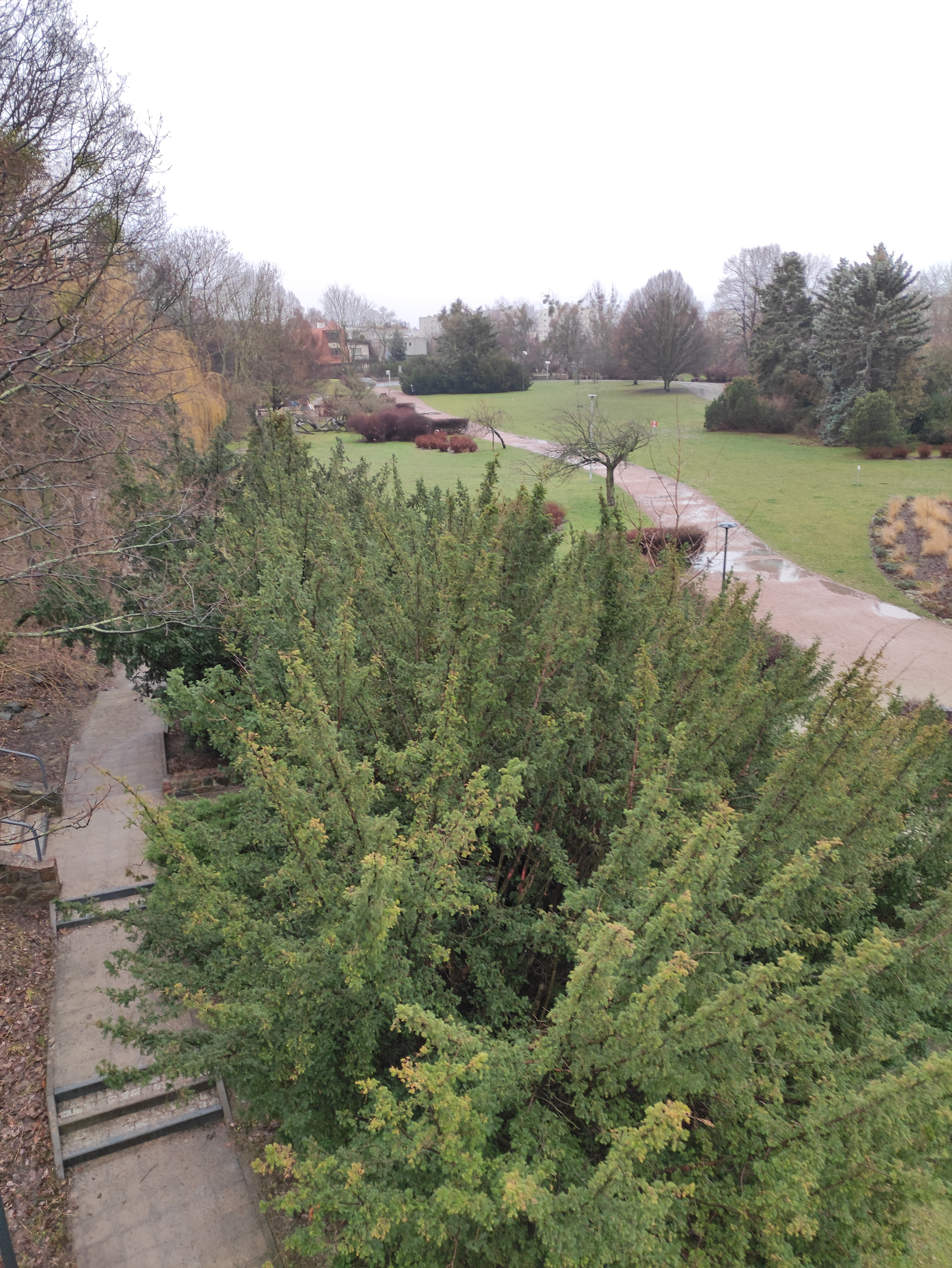